# Eric Hosmer
Eric John Hosmer, född den 24 oktober 1989 i South Miami i Florida, är en amerikansk professionell basebollspelare som spelar för Boston Red Sox i Major League Baseball (MLB). Hosmer är förstabasman.
Hosmer har tidigare spelat för Kansas City Royals (2011–2017) och San Diego Padres (2018–2022).

## Karriär

### Major League Baseball

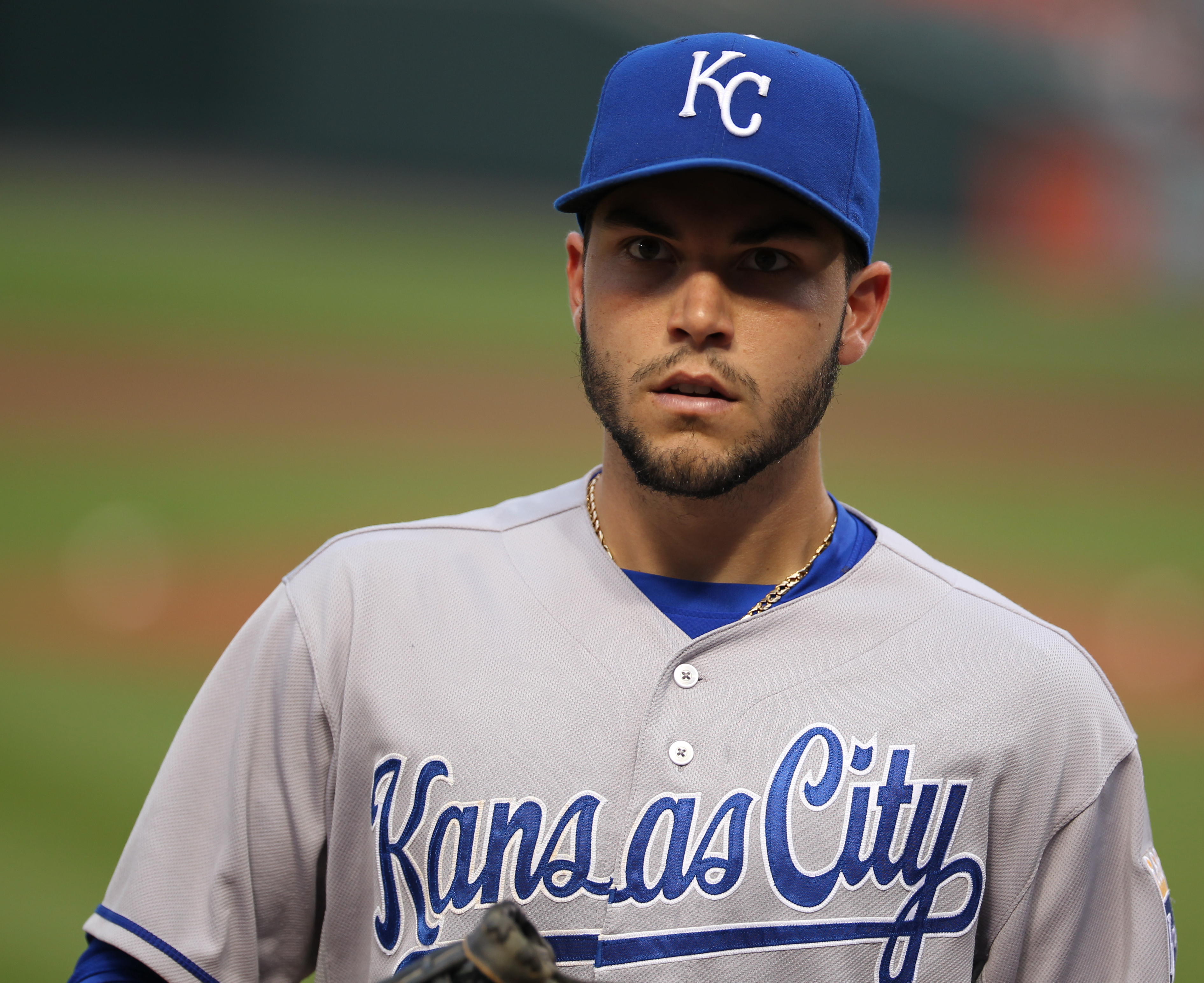
Hosmer i Kansas City Royals dräkt 2011.

Hosmer draftades av Royals 2008 som tredje spelare totalt. Han debuterade i MLB den 6 maj 2011 och spelade därefter för klubben till och med 2017 års säsong. Bland hans meriter som Royals-spelare kan nämnas att han vann World Series 2015, togs ut till MLB:s all star-match en gång samt vann fyra Gold Glove Awards och en Silver Slugger Award.
Inför 2018 års säsong skrev Hosmer på för San Diego Padres i form av ett åttaårskontrakt värt 144 miljoner dollar, det största kontraktet dittills i Padres historia. Han spelade för klubben fram till augusti 2022, då han blev trejdad till Boston Red Sox tillsammans med de unga talangerna Max Ferguson och Corey Rosier i utbyte mot Jay Groome.

### Internationellt
Hosmer representerade USA vid World Baseball Classic 2013 och 2017. Vid det senare tillfället vann USA guld och Hosmer togs enhälligt ut till turneringens all star-lag.